# 蘭全
蘭全（4世纪—398年），昌黎郡棘城县（今辽宁省锦州市义县）人，兰汗哥哥的儿子，后燕官员。
398年四月廿六日，兰汗和蘭堤、蘭加難杀死皇帝慕容宝，兰汗自称大都督、大将军、大单于、昌黎王，改年号为青龙。太原王慕容奇在建安征召队伍，无论是南方人还是北方人都欣然来随从，起兵人数达到几千。兰汗派兰全讨伐慕容奇，慕容奇消灭了兰全，一匹马也没有返回，便进驻乙连。